# Cantonul Pamiers-Est
Cantonul Pamiers-Est este un canton din arondismentul Pamiers, departamentul Ariège, regiunea Midi-Pyrénées, Franța.

## Comune
- Arvigna
- Bonnac
- Le Carlaret
- Les Issards
- Ludiès
- Pamiers (parțial, reședință)
- Les Pujols
- Saint-Amadou
- La Tour-du-Crieu
- Villeneuve-du-Paréage